# Stora hotellet, Jönköping
För andra betydelser, se Stora hotellet.
Stora hotellet, ursprungligen Jönköpings Hotell, är ett stadshotell som ligger i centrala Jönköping. Hotellet byggdes och ritades av Birger Oppman med Helgo Zettervall som assistent. Byggandet skedde 1856–60, men hotellet togs delvis i bruk redan 1858 för ett lantbruksmöte i staden. Det invigdes den 7 januari 1860, med Theodor Blanch som hotellchef och källarmästare till 1865. Hotellet byggdes efter det att en förödande brand hade ödelagt kvarteren vid Hamnkanalen och Vättern 1854. Efter branden anlades också Hotellplan mot Hamnkanalen.
Hotellet hade en storhetstid under senare delen av 1800-talet, då det bland annat från 1895 ägdes av den från Österrike inflyttade ägaren av Krönleins Bryggeri Tobias Opbacher. Jönköping var från 1864 fram till att det 1874 öppnades en järnvägssträckning mellan Linköping och Nässjö en väl belägen ort för övernattning för järnvägstrafikanter mellan Stockholm och Skåne.
Stora hotellet är bland annat känt för den stora Spegelsalen på nästan 300 kvadratmeter, som invigdes i december 1864 i samband med invigningen av Södra stambanan. Vid en renovering 1904 gjordes den om i jugendstil och försågs med takmålning. Salen pryds av landskaps- och stadsvapen för Götaland, Småland, Jönköping, Eksjö, Gränna, Kalmar och Växjö. Spegelsalen har i många år använts för studentbaler.
Den norra delen är en tillbyggnad efter en brand 1930. Där fanns ursprungligen en hotellträdgård med uteservering. I tillbyggnaden fanns hotellrum, matsal och i hörnet mot Norra Strandgatan, tidigare genomfartsvägen Riksväg 1, låg en i huset inbyggd Standard, senare Esso, bensinstation.
Byggnaden hade från början tre inredda våningar och byggdes med en kallvind. Denna fjärde våning inreddes av S:t Johanneslogen Den Mellersta Pelaren till logelokal och användes som sådan till oktober 2013.